# 티소 타원

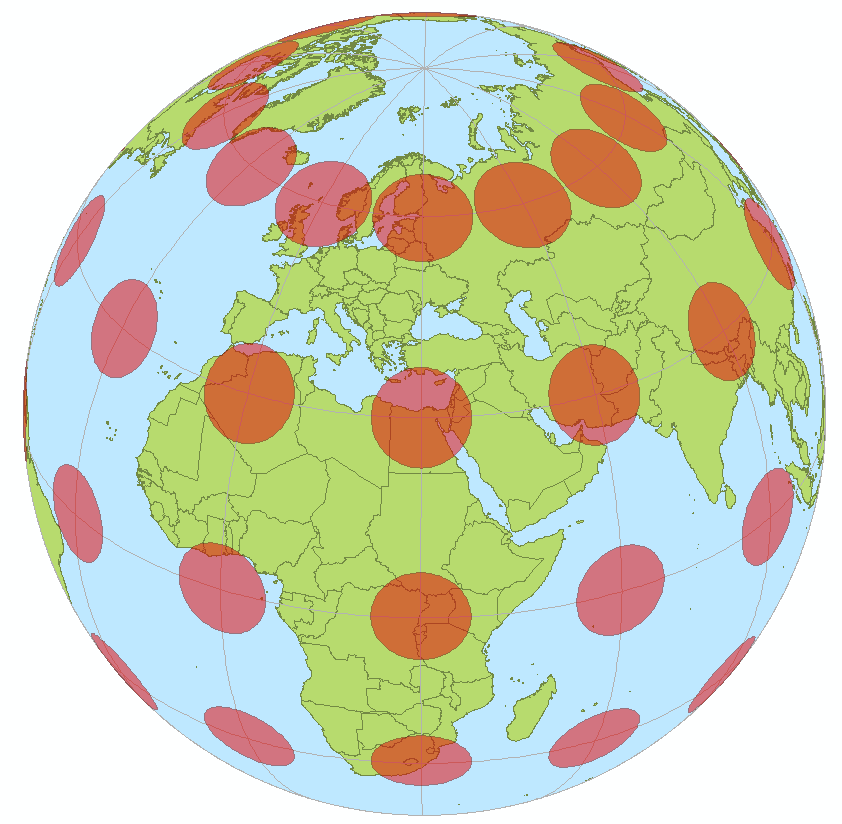
View on a sphere

티소 타원(Tissot’s indicatrix , Tissot ellipse, 왜곡의 타원) is a mathematical contrivance presented by French mathematician 니콜라 오귀스트 티소(Nicolas Auguste Tissot)가 지도 투영법을 연구하며 만든 것으로 지도의 왜곡을 나타내는 지표다. 티소는 사영 변환을 하면 미세한 원은 타원이 된다는 것을 알아냈다.

## 같이 보기
- 맥아담 타원